# Souls for Sale
Souls for Sale is een stomme film uit 1923 onder regie van Rupert Hughes. De film is een bewerking van een boek dat Hughes ook heeft geschreven. De film werd decennialang beschouwd als een onverkrijgbare en verloren film, maar vanaf de jaren 80 doken er verscheidene kopieën op. De film werd gerestaureerd en ging op 24 januari 2006 in première op Turner Classic Movies.

## Verhaal
Remember Steddon verlaat haar familie om met Owen Scudder te trouwen. Op de trein naar Californië ontdekt ze dat Owen een moordenaar is die met vrouwen trouwt om ze te vermoorden en met hun geld ervandoor te gaan. Wanneer de trein stopt, vlucht ze en verdwijnt ze de woestijn in. Ze krijgt na een tijd een tekort aan water, maar wordt gered op een filmset door acteur Tom Holby. Ze krijgt ook een rol in de film aangeboden, maar verlaat Hollywood om werk te zoeken in een nabij gelegen dorp.
Ze keert al snel terug naar de filmindustrie als ze regisseur Frank Claymore ontmoet. Hij probeert een comédienne te maken van het meisje, maar wanneer zij hierin niet slaagt, krijgt ze een rol aangeboden in een dramafilm. Haar talenten worden ontdekt en ze lijkt uit te groeien tot een succesvolle actrice. Scudder besluit haar echter te chanteren.

## Rolverdeling
| Acteur              | Personage             |
| ------------------- | --------------------- |
| Eleanor Boardman    | Miss Remember Steddon |
| Frank Mayo          | Tom Holby             |
| Richard Dix         | Frank Claymore        |
| Mae Busch           | Robina Teele          |
| Barbara La Marr     | Leva Lemaire          |
| Lew Cody            | Owen Scudder          |
| Forrest Robinson    | John Steddon          |
| Edith Yorke         | Mrs. Steddon          |
| Snitz Edwards       | Komical Kale          |
| William Haines      | Pinkey                |
| Dale Fuller         | Abigail Tweedy        |
| Erich von Stroheim  | Zichzelf              |
| Jean Hersholt       | Zichzelf              |
| Charles Chaplin     | Zichzelf              |
| Fred Niblo          | Zichzelf              |
| Roy Atwell          | Arthur Tirrey         |
| Eve Southern        | Miss Velma Slade      |
| T. Roy Barnes       | Zichzelf              |
| Zasu Pitts          | Zichzelf              |
| Kathlyn Williams    | Zichzelf              |
| June Mathis         | Zichzelf              |
| Elliott Dexter      | Zichzelf              |
| Barbara Bedford     | Zichzelf              |
| John St. Polis      | Zichzelf              |
| Chester Conklin     | Zichzelf              |
| Aileen Pringle      | Lady Jane             |
| William Orlamond    | Lord Fryingham        |
| William H. Crane    | Zichzelf              |
| Marshall Neilan     | Zichzelf              |
| Claire Windsor      | Zichzelf              |
| Raymond Griffith    | Zichzelf              |
| Hobart Bosworth     | Zichzelf              |
| Claude Gillingwater | Zichzelf              |
| Alice Lake          | Zichzelf              |
| Bessie Love         | Zichzelf              |
| Patsy Ruth Miller   | Zichzelf              |
| Anna Q. Nilsson     | Zichzelf              |
| Milton Sills        | Zichzelf              |
| Anita Stewart       | Zichzelf              |
| Blanche Sweet       | Zichzelf              |
| Florence Vidor      | Zichzelf              |
| King Vidor          | Zichzelf              |